# Grand Prix-wegrace van de Verenigde Staten 1989
De Grand Prix-wegrace van de Verenigde Staten 1989 was de derde race van het wereldkampioenschap wegrace voor motorfietsen in het seizoen 1989. De races werden verreden op 16 april 1989 op het circuit van Laguna Seca in Monterey (Californië). In de Verenigde Staten kwamen alleen de 500cc-, de 250cc-klasse en de zijspanklasse aan de start. Voor de zijspanrijders was dit de openingsrace van het seizoen. 

## Algemeen
Opnieuw was de Amerikaanse Grand Prix bitter slecht georganiseerd, maar in tegenstelling tot het vorige jaar sprak in elk geval één Amerikaanse rijder zich daarover uit: Kevin Schwantz verklaarde dat men in Europa allang vertrokken zou zijn bij zo'n organisatie. De eerste problemen ontstonden echter al bij de reis naar de Verenigde Staten. De Amerikanen wilden graag de zijspanklasse in hun programma hebben, maar weigerden de extra reiskosten te betalen. Dat geld moest worden opgehoest door Lucky Strike, Levior, Krauser en LCR, een totaal van (omgerekend) ruim 136.000 Euro. Een deel van de problemen die de solorijders ondervonden lag ook aan de kalender: acht dagen na de GP van Australië. Dat betekende dat de monteurs die hun beschadigde machines in Australië ingekrat hadden maar weinig tijd hadden om ze uit te pakken en weer op te bouwen. Een van de vliegtuigen vertrok te laat uit Melbourne door een staking van verkeersleiders, een vliegtuig moest bij een tussenlanding op Honolulu International Airport gerepareerd worden en daarbij werden de ingeladen machines ook nog in Los Angeles in plaats van San Francisco gelost. Een "oplossing" werd gevonden door de donderdagtrainingen af te gelasten en pas op vrijdag met de trainingen te beginnen. Pas om 07.00 uur op vrijdagochtend konden de monteurs aan de machines gaan werken. Intussen was het oude deel van het circuit wel opnieuw geasfalteerd, maar de coureurs vonden het toch nog gevaarlijk, met name de laatste bocht voor start/finish en de eerste twee bochten na de start. Er waren problemen met het prijzengeld, de startgelden, de toegangskaarten en de tijdwaarneming. 

## 500cc-klasse

### De training
Tijdens de trainingen had Wayne Gardner, die zowel met stalen als carbonfiber-remschijven trainde, grote remproblemen. Daardoor reed hij in de corkscrew teamgenoot Mick Doohan van zijn machine en kwam hij later nog eens ten val. Met zijn reservemachine reed hij ten slotte de derde trainingstijd. Wayne Rainey had juist weinig problemen en verklaarde na de training dat hij zijn poleposition zonder al te veel moeite bereikt had. Iedereen maakte zich zorgen over de remmen en de banden in de race, die spannend beloofde te worden omdat de trainingstijden dicht bij elkaar lagen. Freddie Spencer had hoofdpijn, die hij weet aan zijn val tijdens de GP van Australië, maar reed toch de negende tijd. 

#### Trainingstijden
| Pos | Coureur          | Merk                               | Tijd     |
| --- | ---------------- | ---------------------------------- | -------- |
| 1.  | Wayne Rainey     | Roberts-Lucky Strike-Yamaha        | 1"27'120 |
| 2.  | Kevin Schwantz   | Pepsi-Suzuki                       | 1"27'405 |
| 3.  | Wayne Gardner    | Rothmans-HRC-Honda                 | 1"27'505 |
| 4.  | Kevin Magee      | Roberts-Lucky Strike-Yamaha        | 1"27'909 |
| 5.  | Christian Sarron | Gauloises-Sonauto-Yamaha           | 1"28'000 |
| 6.  | Eddie Lawson     | Kanemoto Racing-Rothmans-HRC-Honda | 1"28'215 |
| 7.  | Niall Mackenzie  | Agostini-Marlboro-Yamaha           | 1"28'319 |
| 8.  | Tadahiko Taira   | Tech 21-Yamaha                     | 1"28'342 |
| 9.  | Freddie Spencer  | Agostini-Marlboro-Yamaha           | 1"28.400 |
| 10. | Ron Haslam       | Pepsi-Suzuki                       | 1"28'555 |

### De race

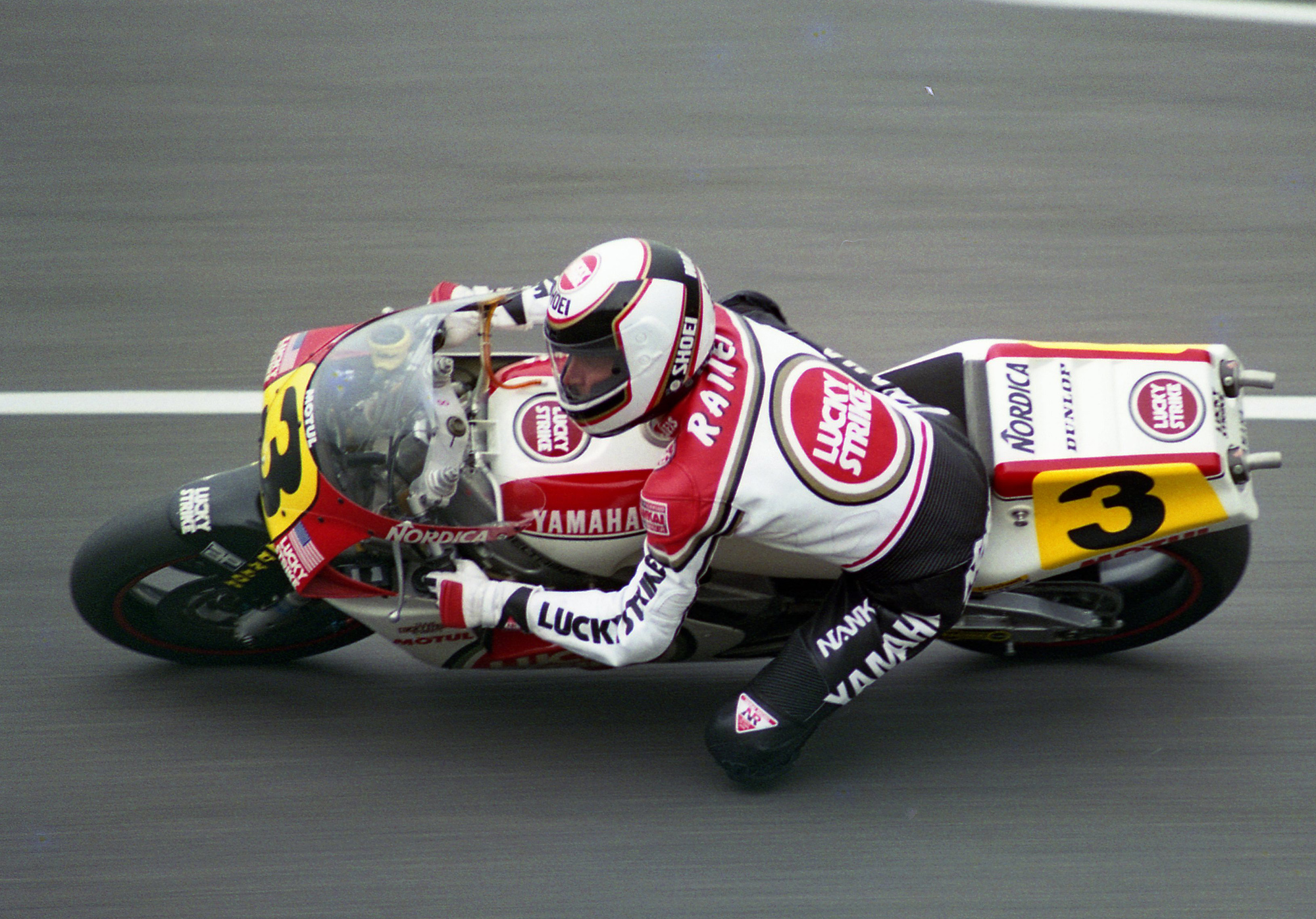
Wayne Rainey

Al voor de race kwam het bericht dat de hoofdpijn van Freddie Spencer werd geweten aan een middenoorontsteking en dat hij niet zou starten. Kevin Schwantz had de beste start, maar vanaf de tweede startrij schoot Eddie Lawson hem al voor de eerste bocht voorbij. Lawson moest Schwantz toch laten gaan en werd zelf ingelopen door Wayne Gardner, Kevin Magee en Christian Sarron. Wayne Rainey nam de leiding en zes seconden voorsprong op Schwantz. Magee en Gardner gingen een onderling gevecht aan dat eindigde toen Gardner ten val kwam en een been brak. Rainey won overtuigend voor Schwantz en Lawson, maar na de finish gebeurde een bizar ongeluk. Bubba Shobert feliciteerde Lawson rijdend, maar klapte daarna hard achterop Kevin Magee, achter een blinde heuvel had besloten om middel op het circuit een staande burnout te maken. Shobert werd met ernstig hoofdletsel naar het ziekenhuis vervoerd en Magee brak een enkel en een onderbeen. 
| Pos | Coureur                      | Merk                               | Tijd       | Grid | Punten |
| --- | ---------------------------- | ---------------------------------- | ---------- | ---- | ------ |
| 1   | Wayne Rainey                 | Roberts-Lucky Strike-Yamaha        | 58"56'17   | 1    | 20     |
| 2   | Kevin Schwantz               | Pepsi-Suzuki                       | 59"03'02   | 2    | 17     |
| 3   | Eddie Lawson                 | Kanemoto Racing-Rothmans-HRC-Honda | 59"16'09   | 6    | 15     |
| 4   | Kevin Magee                  | Roberts-Lucky Strike-Yamaha        | 59"19'91   | 4    | 13     |
| 5   | Niall Mackenzie              | Agostini-Marlboro-Yamaha           | 59"24'40   | 7    | 11     |
| 6   | Christian Sarron             | Gauloises-Sonauto-Yamaha           | 59"26'77   | 5    | 10     |
| 7   | Pierfrancesco Chili          | Gallina-HB-HRC-Honda               | 1:00"26'08 | 11   | 9      |
| 8   | Mick Doohan                  | Rothmans-HRC-Honda                 | +1 ronde   | 12   | 8      |
| 9   | Bubba Shobert                | Cabin-HRC-Honda USA                | +1 ronde   | 13   | 7      |
| 10  | Dominique Sarron             | ELF-ROC-HRC-Honda                  | +1 ronde   | 15   | 6      |
| 11  | Alessandro Valesi            | Iberna-Yamaha                      | +1 ronde   | 16   | 5      |
| 12  | Marco Gentile                | Fior-Marlboro-Yamaha               | +2 ronden  | 17   | 4      |
| 13  | Simon Buckmaster             | Team Katayama-Honda                | +2 ronden  | 18   | 3      |
| 14  | Bruno Kneubühler             | Römer-Honda                        | +3 ronden  | 19   | 2      |
| 15  | Michael Rudroff              | Rallye Sport-Honda                 | +3 ronden  | 21   | 1      |
| 16  | Fernando Gonzáles De Nicolás | Club Cross Pozuelo-Honda           | +4 ronden  | 23   |        |
| 17  | Vincenzo Cascino             | Nolan-Suzuki                       | +4 ronden  | 22   |        |

| Coureur              | Merk               | Oorzaak         | Grid |
| -------------------- | ------------------ | --------------- | ---- |
| Tadahiko Taira       | Tech 21-Yamaha     | Versnellingsbak | 8    |
| Nicholas Schmassmann | Technotron-Honda   |                 | 20   |
| Randy Mamola         | Cagiva Corse       | Krukas          | 14   |
| Ron Haslam           | Pepsi-Suzuki       |                 | 10   |
| Eugene Brown         | Suzuki             |                 | 24   |
| Wayne Gardner        | Rothmans-HRC-Honda | Val             | 3    |

| Coureur         | Merk                     | Oorzaak       | Grid |
| --------------- | ------------------------ | ------------- | ---- |
| Freddie Spencer | Agostini-Marlboro-Yamaha | Oorontsteking | 9    |

| Coureur      | Merk   |
| ------------ | ------ |
| David Busby  | Honda  |
| Michael Wild | Suzuki |

| Coureur           | Merk                  | Oorzaak |
| ----------------- | --------------------- | ------- |
| Adrien Morillas   | ELF-ROC-HRC-Honda     | [ 3 ]   |
| Shinichi Ito      | Seed-HRC-Honda        | [ 4 ]   |
| Shunji Yatsushiro | Pentax-HRC-Honda      | [ 4 ]   |
| Kunio Machii      | Nescafé-Yamaha        | [ 4 ]   |
| Jose Morillas     | Honda                 |         |
| Sepp Doppler      | Honda                 |         |
| Alois Meyer       | Rallye Sport-Honda    |         |
| Romolo Balbi      | Honda                 |         |
| Massimo Broccoli  | Cagiva Corse          |         |
| Michael Dowson    | Yamaha                |         |
| Fabio Biliotti    | Team Katayama-Honda   |         |
| John Kocinski     | Roberts-Yamaha        | [ 5 ]   |
| Ernst Gschwender  | Suzuki Deutschland    |         |
| Thierry Crine     | Konica Minolta-Suzuki | [ 6 ]   |
| Juan López Mella  | Xunta-Honda           |         |
| Cees Doorakkers   | Honda                 |         |
| Eddie Laycock     | Millar-Honda          |         |
| Norihiko Fujiwara | Tech 21-Yamaha        | [ 7 ]   |
| Roger Burnett     | Rothmans-HRC-Honda    | [ 8 ]   |

### Top tien tussenstand 500cc-klasse
| Pos | Coureur          | Merk                               | Ptn |
| --- | ---------------- | ---------------------------------- | --- |
| 1   | Wayne Rainey     | Roberts-Lucky Strike-Yamaha        | 54  |
| 2   | Eddie Lawson     | Kanemoto Racing-Rothmans-HRC-Honda | 41  |
| 3   | Kevin Magee      | Roberts-Lucky Strike-Yamaha        | 37  |
| 3   | Kevin Schwantz   | Pepsi-Suzuki                       | 37  |
| 5   | Christian Sarron | Gauloises-Sonauto-Yamaha           | 34  |
| 6   | Wayne Gardner    | Rothmans-HRC-Honda                 | 33  |
| 7   | Niall Mackenzie  | Agostini-Marlboro-Yamaha           | 21  |
| 8   | Tadahiko Taira   | Tech 21-Yamaha                     | 18  |
| 9   | Mick Doohan      | Rothmans-HRC-Honda                 | 16  |
| 10  | Ron Haslam       | Pepsi-Suzuki                       | 13  |

## 250cc-klasse

### De training
Net als vorig jaar waren de Amerikanen John Kocinski en Jim Filice sterk in de kwalificatietraining. Filice was nu weliswaar vierde (in 1988 tweede) maar wel de snelste Honda-coureur. Alberto Rota was de verrassing. Hij zette zijn "Team Italia"-Aprilia op de tiende startplaats. 

#### Trainingstijden
| Pos | Coureur              | Merk                        | Tijd     |
| --- | -------------------- | --------------------------- | -------- |
| 1.  | John Kocinski        | Roberts-Yamaha              | 1"29'727 |
| 2.  | Luca Cadalora        | Agostini-Marlboro-Yamaha    | 1"30'248 |
| 3.  | Jean-Philippe Ruggia | Gauloises-Sonauto-Yamaha    | 1"30'331 |
| 4.  | Jim Filice           | HRC-Honda                   | 1"30'486 |
| 5.  | Sito Pons            | Campsa-JJ Cobas-HRC-Honda   | 1"30'599 |
| 6.  | Juan Garriga         | Nieto-Ducados-Repsol-Yamaha | 1"30'693 |
| 7.  | Carlos Cardús        | Repsol-HRC-Honda España     | 1"30'947 |
| 8.  | Jacques Cornu        | Lucky Strike-ELF-HRC-Honda  | 1"30'956 |
| 9.  | Reinhold Roth        | HB-Römer-HRC-Honda          | 1"31'366 |
| 10. | Alberto Rota         | FMI-Aprilia-Rotax           | 1"31'700 |

### De race
Jim Filice pakte de kopstart in de race, gevolgd door Jacques Cornu, Carlos Cardús, Sito Pons en John Kocinski, terwijl Juan Garriga tijd nodig had om op snelheid te komen, maar hij mengde zich ook om de strijd in de kopgroep. Kocinski rukte op naar de tweede plaats en reed rustig het gat met Filice dicht. Uiteindelijk nam hij de leiding over en won hij de race. Ook Garriga leek Filice nog te bedreigen, maar hij kwam ten val. Om de derde plaats vond ook een felle strijd plaats, die Luca Cadalora won ten koste van Sito Pons. 
| Pos | Coureur              | Merk                        | Tijd     | Grid | Punten |
| --- | -------------------- | --------------------------- | -------- | ---- | ------ |
| 1   | John Kocinski        | Roberts-Yamaha              | 48"19'96 | 1    | 20     |
| 2   | Jim Filice           | HRC-Honda                   | 48"27'98 | 4    | 17     |
| 3   | Luca Cadalora        | Agostini-Marlboro-Yamaha    | 48"32'75 | 2    | 15     |
| 4   | Sito Pons            | Campsa-JJ Cobas-HRC-Honda   | 48"37'36 | 5    | 13     |
| 5   | Carlos Cardús        | Repsol-HRC-Honda España     | 48"42'19 | 7    | 11     |
| 6   | Jacques Cornu        | Lucky Strike-ELF-HRC-Honda  | 48"42'63 | 8    | 10     |
| 7   | Jean-Philippe Ruggia | Gauloises-Sonauto-Yamaha    | 48"52'64 | 3    | 9      |
| 8   | Reinhold Roth        | HB-Römer-HRC-Honda          | 49"13'94 | 9    | 8      |
| 9   | Loris Reggiani       | HB-HRC-Honda                | 49"22'66 | 11   | 7      |
| 10  | Masahiro Shimizu     | Ajinomoto-HRC-Honda         | 49"29'34 | 17   | 6      |
| 11  | Iván Palazzese       | Aprilia-Rotax               | 49"38'54 | 15   | 5      |
| 12  | Alberto Puig         | Nieto-Ducados-Yamaha        | +1 ronde | 12   | 4      |
| 13  | Jochen Schmid        | Honda                       | +1 ronde | 20   | 3      |
| 14  | Didier de Radiguès   | Aprilia-Rotax               | +1 ronde | 28   | 2      |
| 15  | Gary Cowan           | Docshop-Yamaha              | +1 ronde | 23   | 1      |
| 16  | Alex Barros          | McDonald's-Venemotos-Yamaha | +1 ronde | 25   |        |
| 17  | Fabio Barchitta      | Rudy Project-Aprilia-Rotax  | +1 ronde | 33   |        |
| 18  | Stefano Caracchi     | Honda                       | +1 ronde | 31   |        |
| 19  | Harald Eckl          | Römer-Aprilia-Rotax         | +1 ronde | 22   |        |
| 20  | Richard Oliver       | Yamaha                      | +1 ronde | 19   |        |
| 21  | Fausto Ricci         | FMI-Aprilia-Rotax           | +1 ronde | 30   |        |
| 22  | Andreas Preining     | Aprilia-Rotax               | +1 ronde | 24   |        |
| 23  | Richard Moore        | Yamaha                      | +1 ronde | 34   |        |
| 24  | Don Greene           | Yamaha                      | +1 ronde | 35   |        |
| 25  | Jean-François Baldé  | Yamaha                      | +1 ronde | 36   |        |

| Coureur          | Merk                            | Oorzaak | Grid |
| ---------------- | ------------------------------- | ------- | ---- |
| Daniel Amatriaín | Team Katayama-Ducados-HRC-Honda |         | 26   |
| Helmut Bradl     | HB-Römer-HRC-Honda              | Val     | 13   |
| Juan Garriga     | Nieto-Ducados-Repsol-Yamaha     | Val     | 6    |
| Martin Wimmer    | Hein Gericke-Aprilia-Rotax      |         | 16   |
| August Auinger   | Project Consult-Yamaha          |         | 14   |
| Javier Cardelús  | JJ Cobas-Rotax                  |         | 27   |
| Alberto Rota     | FMI-Aprilia-Rotax               | Krukas  | 10   |
| Jean Foray       | Yamaha                          |         | 21   |
| Alan Carter      | Aprilia-Rotax                   |         | 18   |
| Robbie Petersen  | Aprilia-Rotax                   |         | 29   |
| Thomas Stevens   | Yamaha                          |         | 32   |

| Pilota                    | Moto             |
| ------------------------- | ---------------- |
| Miguel Duhamel            | Aprilia-Rotax    |
| Patrick van den Goorbergh | Docshop-Yamaha   |
| Paolo Casoli              | Pileri-AGV-Honda |
| Andy Leisner              | Honda            |
| Urs Jücker                | Yamaha           |
| Daniel Coe                | Yamaha           |
| Doug Brauneck             | Yamaha           |
| Luis Lavado               | Yamaha           |
| Hans Becker               | Honda            |
| Steve Crevier             | Aprilia-Rotax    |
| Jeffrey Sayle             | Yamaha           |
| Jim DeWitte               | Honda            |
| Lucio Pietroniro          | Yamaha           |
| Chris D'Aluisio           | Yamaha           |
| Jon Cornwell              | Aprilia-Rotax    |
| David Busby               | Honda            |
| Darren Millner            | Yamaha           |
| Eric Kondo                | Yamaha           |
| José Barresi              | Yamaha           |
| James Stephens            | Yamaha           |

| Coureur            | Merk               | Oorzaak |
| ------------------ | ------------------ | ------- |
| Wilco Zeelenberg   | Samson-Sharp-Honda |         |
| Carlos Lavado      | Geen machine       |         |
| Renzo Colleoni     | Aprilia-Rotax      |         |
| Marcellino Lucchi  | Aprilia-Rotax      |         |
| Alain Bronec       | Aprilia-Rotax      |         |
| Tadayuki Okada     | Cabin-HRC-Honda    | [ 4 ]   |
| Toshinobu Shiomori | Yamaha             | [ 4 ]   |
| Adrien Morillas    | Yamaha             |         |
| Daryl Beattie      | Honda              |         |
| Maurizio Vitali    | Honda\|            |         |
| Junya Arai         | Honda              | [ 4 ]   |
| Toshihiko Honma    | Yamaha             | [ 10 ]  |

### Top tien tussenstand 250cc-klasse
| Pos | Coureur              | Merk                        | Ptn |
| --- | -------------------- | --------------------------- | --- |
| 1   | Sito Pons            | Campsa-JJ Cobas-HRC-Honda   | 50  |
| 2   | Luca Cadalora        | Agostini-Marlboro-Yamaha    | 45  |
| 3   | John Kocinski        | Roberts-Yamaha              | 40  |
| 4   | Jean-Philippe Ruggia | Gauloises-Sonauto-Yamaha    | 37  |
| 5   | Carlos Cardús        | Repsol-HRC-Honda España     | 28  |
| 6   | Jacques Cornu        | Lucky Strike-ELF-HRC-Honda  | 27  |
| 7   | Jim Filice           | HRC-Honda                   | 22  |
| 8   | Juan Garriga         | Nieto-Ducados-Repsol-Yamaha | 19  |
| 8   | Reinhold Roth        | HB-Römer-HRC-Honda          | 19  |
| 10  | Toshihiko Honma      | Yamaha                      | 13  |

## Zijspanklasse

### De training
Hoewel Egbert Streuer en Bernard Schnieders als enigen al eerder naar Laguna Seca waren gereisd om te trainen, reden ze slechts de vijfde trainingstijd, mede omdat Schnieders moeite had met de vele linkerbochten en verkrampt in het zijspan zat. De gebroeders Markus- en Urs Egloff waren de snelsten. Zij hadden ook een nieuwe, veel hoekiger stroomlijnkuip, die eigenlijk bestemd was voor een nieuw chassis dat in Europa was gebleven. De meestal zo snelle Rolf Biland was derde en moest ruim een seconde toegeven op de Egloffs. 

#### Trainingstijden
| Pos | Coureur          | Bakkenist          | Merk                        | Tijd     |
| --- | ---------------- | ------------------ | --------------------------- | -------- |
| 1.  | Markus Egloff    | Urs Egloff         | BP-SMS-Yamaha               | 1"31'932 |
| 2.  | Steve Webster    | Tony Hewitt        | Brown-Silkolene-LCR-Krauser | 1"32'458 |
| 3.  | Rolf Biland      | Kurt Waltisperg    | Dow Chemical-LCR-Krauser    | 1"33'041 |
| 4.  | Alain Michel     | Jean-Marc Fresc    | ELF-LCR-Krauser             | 1"33'149 |
| 5.  | Egbert Streuer   | Bernard Schnieders | Lucky Strike-LCR-Yamaha     | 1"33'530 |
| 6.  | Masato Kumano    | Markus Fährni      | LCR-Yamaha                  | 1"33'979 |
| 7.  | Alfred Zurbrügg  | Martin Zurbrügg    | LCR-Yamaha                  | 1"34'103 |
| 8.  | Steve Abbott     | Shaun Smith        | LCR-Yamaha                  | 1"34'991 |
| 9.  | Barry Brindley   | Graham Rose        | Fowler-Yamaha               | 1"35'418 |
| 10. | Rolf Steinhausen | Bruno Hiller       | Busch-ADM                   | 1"35'712 |

### De race
Na de grote moeite en extra kosten die de zijspanrijders hadden moeten maken om in Laguna Seca te kunnen rijden, was de race een grote tegenslag. Na de 500cc-race was het grootste deel van de toeschouwers vertrokken. De gebroeders Egloff gingen er meteen vandoor en namen een flinke voorsprong op Steve Webster, Rolf Biland, Egbert Streuer en Alain Michel. Na negen ronden nam Webster de leiding over en de Egloffs vielen zelfs nog terug achter Michel omdat bakkenist Urs last kreeg van kramp. Biland haakte met motorpech af en Egbert Streuer had bijzonder veel pech. Bij de start was het helmvizier van Bernard Schnieders stuk gegaan en dat brak tijdens de race af. Met gebaren werd de pit gewaarschuwd, maar toen het duo naar binnen ging voor een nieuwe helm had Bernard al zo veel vuil in zijn ogen dat verder rijden onmogelijk was. 
| Pos | Coureur            | Bakkenist        | Merk                        | Tijd      | Grid | Punten |
| --- | ------------------ | ---------------- | --------------------------- | --------- | ---- | ------ |
| 1   | Steve Webster      | Tony Hewitt      | Brown-Silkolene-LCR-Krauser | 46'48"240 | 2    | 20     |
| 2   | Alain Michel       | Jean-Marc Fresc  | ELF-LCR-Krauser             | 47"05'558 | 4    | 17     |
| 3   | Markus Egloff      | Urs Egloff       | BP-SMS-Yamaha               | 47"12'630 | 1    | 15     |
| 4   | Masato Kumano      | Markus Fährni    | LCR-Yamaha                  | 48"15'768 | 6    | 13     |
| 5   | Barry Brindley     | Graham Rose      | Fowler-Yamaha               | 48"17'293 | 9    | 11     |
| 6   | Yoshisada Kumagaya | Brian Barlow     | Windle-Yamaha               | 48"50'403 | 11   | 10     |
| 7   | Fritz Stölzle      | Hubert Stölzle   | LCR-Krauser                 |           | 12   | 9      |
| 8   | Alfred Zurbrügg    | Martin Zurbrügg  | LCR-Yamaha                  |           | 7    | 8      |
| 9   | Bernd Scherer      | Thomas Schröder  | BSR-Krauser                 |           | 15   | 7      |
| 10  | René Progin        | Laurent Magnenat | LCR-Krauser                 |           |      | 6      |
| 11  | Wolfgang Stropek   | Steve Campbell   | LCR-Krauser                 |           |      | 5      |
| 12  | Judd Drew          | Brian Houghton   | LCR-JPX                     |           |      | 4      |
| 13  | Tony Baker         | Trevor Hopkinson | LCR-Krauser                 |           |      | 3      |
| 14  | Gary Thomas        | Eckart Rösinger  | LCR-Krauser                 |           |      | 2      |
| 15  | Derek Jones        | Peter Brown      | LCR-Yamaha                  |           | 13   | 1      |

| Coureur          | Bakkenist          | Merk                     | Oorzaak    | Grid |
| ---------------- | ------------------ | ------------------------ | ---------- | ---- |
| Steve Abbott     | Shaun Smith        | LCR-Yamaha               |            | 8    |
| Rolf Steinhausen | Bruno Hiller       | Busch-ADM                |            | 10   |
| Yvan Nigrowsky   | Jacques Corbier    | LCR-JPX                  |            | 14   |
| Theo van Kempen  | Simon Birchall     | Beijeman-LCR-Krauser     | Ketting    | 18   |
| Rolf Biland      | Kurt Waltisperg    | Dow Chemical-LCR-Krauser | Motor      | 3    |
| Egbert Streuer   | Bernard Schnieders | Lucky Strike-LCR-Yamaha  | Helmvizier | 5    |
| Tony Wyssen      | Kilian Wyssen      | LCR-Krauser              | Ongeval    |      |

| Coureur         | Bakkenist     | Merk        |
| --------------- | ------------- | ----------- |
| Kenny Howles    | Steve Pointer | LCR-Krauser |
| Billy Gällros   | Håkan Olsson  | Yamaha      |
| Barry Smith     | David Smith   | Windle-ADM  |
| Ray Gardner     | Tony Strevens | LCR-Krauser |
| Clive Stirrat   | Simon Prior   | LCR-Krauser |
| George Hardwick | Steve Parker  | LCR-Yamaha  |

### Top tien tussenstand zijspanklasse
Conform wedstrijduitslag

## Trivia

### Organisatie
De Sports Car Racing Association of the Monterey Peninsula (SCRAMP) had opnieuw de organisatie niet op orde. Tegen de regels in werden er kaarten verkocht voor het rennerskwartier, de toevoerwegen waren onvoldoende en werden steeds gewijzigd en de tijdwaarneming produceerde pas na 18 uur bruikbare tijden. De prijzengelden waren ongebruikelijk en tijdens de races reden er ambulances op de baan. De starter wist niet wanneer hij het licht op groen moest zetten. Daarmee was de organisatie nog slechter dan de ook niet goed bekend staande Grand Prix van Joegoslavië en Grand Prix van Zweden. 

### Ziekenboeg

#### Bubba Shobert
Een week na het ongeval werd de toestand van Bubba Shobert in het ziekenhuis van San Jose "kritiek maar stabiel" genoemd. Shobert werd niet meer kunstmatig van zuurstof voorzien en reageerde op zijn omgeving. 

#### Wayne Gardner
Wayne Gardner werd met een dubbele scheenbeenbreuk opgenomen in het ziekenhuis, maar vloog naar Engeland om zich te laten onderzoeken door dr. Nigel Cobb in Northampton. Die sloot zich aan bij de eerdere diagnose van Claudio Costa: niet opereren en ten minste twee maanden rust houden. 

### De wedstrijd verkopen?
De zijspanrijders reden voor het eerst in de Verenigde Staten en hadden een onderlinge afspraak gemaakt om het in het begin spannend te houden om de klasse "te verkopen" aan het Amerikaanse publiek. De gebroeders Egloff hielden zich niet aan die afspraak, die ook zinloos was, want het publiek was al naar huis.